# تاجیکستان ۲۴۶۹
سیارک ۲۴۶۹ (به انگلیسی: 2469 Tadjikistan، نامگذاری:1970HA) دو هزار و چهارصد و شصت و نهمین سیارک کشف شده‌است که در ۲۷ آوریل ۱۹۷۰ کشف شد.
قدر مطلق سیارک برابر ۱۱٫۶۰ است.